# Teorema de Gerschgorin
El teorema de Gershgorin es utilizado en álgebra lineal para encontrar una cota de los valores propios de una matriz cuadrada. Fue publicado por el matemático soviético Semyon Aranovich Gershgorin en 1931.

## Discos de Gershgorin
Sea {\displaystyle A=(a_{ij})\in {\mathcal {M}}_{n}(\mathbb {C} )} una matriz compleja.

Para cada {\displaystyle i\in \{1,...,n\}}, sea {\displaystyle R_{i}} la suma de los valores absolutos de las entradas no diagonales de la {\displaystyle i}-ésima fila de {\displaystyle A}: 
{\displaystyle R_{i}=\sum _{j\neq i}{|a_{ij}|}}. 
| Se definen los discos de Gershgorin (por filas) como: {\displaystyle D_{i}=\{z\in \mathbb {C} :\vert z-a_{ii}\vert \leq R_{i}\}={\overline {D}}(a_{ii},R_{i}),\quad \forall i=1,...,n} |

De la misma manera, pueden definirse los discos de Gershgorin por columnas de una matriz.

## Teorema
| Los valores propios de la matriz {\displaystyle A} se encuentran en los discos de Gerschgorin. Esto es, si {\displaystyle \lambda \in \mathbb {C} } es valor propio de {\displaystyle A}, entonces {\displaystyle \lambda \in D_{i}} para algún {\displaystyle i\in \{1,...,n\}}. |

| Demostración |
| Sea {\displaystyle \lambda } un valor propio de {\displaystyle A} y {\displaystyle x=(x_{1},x_{2},...,x_{n})\in \mathbb {C} ^{n}} un vector propio asociado a {\displaystyle \lambda }. Supongamos que la componente de mayor valor absoluto de {\displaystyle x} es la {\displaystyle i}-ésima, es decir, {\displaystyle \|x_{i}\|=\max\{\|x_{k}\|:k=1,...,n\}}. Como {\displaystyle Ax=\lambda x}, tomando la {\displaystyle i}-ésima componente de esa ecuación, tenemos:{\displaystyle \sum _{j}{a_{ij}x_{j}}=\lambda x_{i}}.Pasando {\displaystyle a_{ii}x_{i}} al otro lado y tomando valores absolutos:{\displaystyle (\lambda -a_{ii})x_{i}=\sum _{j\neq i}{a_{ij}x_{j}}\Longrightarrow \vert \lambda -a_{ii}\vert \vert x_{i}\vert =\left\vert \sum _{j\neq i}{a_{ij}x_{j}}\right\vert \leq \sum _{j\neq i}{\vert a_{ij}x_{j}\vert }}.Dividiendo por {\displaystyle \vert x_{i}\vert } y teniendo en cuenta que {\displaystyle \left\vert {\frac {x_{j}}{x_{i}}}\right\vert \leq 1\quad \forall j=1,...,n}:{\displaystyle \vert \lambda -a_{ii}\vert \leq \sum _{j\neq i}{\vert a_{ij}\vert \left\vert {\frac {x_{j}}{x_{i}}}\right\vert }\leq \sum _{j\neq i}{\vert a_{ij}\vert }=R_{i}}Por tanto {\displaystyle \lambda \in D_{i}}. |

### Corolario
| Los valores propios de la matriz {\displaystyle A} se encuentran en los discos de Gerschgorin correspondientes a las columnas de {\displaystyle A}. |

| Demostración |
| Aplíquese el teorema a {\displaystyle A^{t}} (transpuesta de {\displaystyle A}), teniendo en cuenta que los valores propios de {\displaystyle A} y {\displaystyle A^{t}} son iguales. |

### Observación importante
El teorema no dice que haya un único disco que contenga a cada valor propio, ni que cada disco contenga un único valor propio. 
En el caso de que un disco sea disjunto de los demás, sí es cierto que contiene un solo valor propio. Sin embargo, si dos discos tienen intersección no vacía, puede ser que uno de ellos contenga dos valores propios y el otro ninguno.
En general, puede probarse que:
| Si la unión de {\displaystyle k} discos es disjunta de los otros {\displaystyle n-k} discos, entonces ésta contiene exactamente {\displaystyle k} valores propios. |

## Ejemplo
Vamos a usar el teorema de Gerschgorin para estimar los valores propios de la matriz:
{\displaystyle A={\begin{pmatrix}10&-1&0&1\\0.2&8&0.2&0.2\\1&1&2&1\\-1&-1&-1&-11\\\end{pmatrix}}}.
Calculamos los radios de los discos de Gerschgorin por filas:
{\displaystyle {\begin{cases}R_{1}=|-1|+|0|+|1|=2\\R_{2}=|0.2|+|0.2|+|0.2|=0.6\\R_{3}=|1|+|1|+|1|=3\\R_{4}=|-1|+|-1|+|-1|=3\end{cases}}}.
Obtenemos, pues, que los discos (es este caso intervalos) de Gerschgorin por filas de la matriz {\displaystyle A} son:
{\displaystyle {\begin{cases}D_{1}={\overline {D}}(10,2)=[8,12]\\D_{2}={\overline {D}}(8,0.6)=[7.4,8.6]\\D_{3}={\overline {D}}(2,3)=[1,5]\\D_{4}={\overline {D}}(-11,3)=[-14,-8]\end{cases}}}
Podemos mejorar la precisión de la cota de las últimas dos filas aplicando el teorema por columnas:
{\displaystyle {\begin{cases}R'_{3}=|0|+|0.2|+|-1|=1.2\\R'_{4}=|1|+|0.2|+|1|=2.2\end{cases}}\Longrightarrow {\begin{cases}D'_{3}={\overline {D}}(2,1.2)=[0.8,3.2]\\D'_{4}={\overline {D}}(-11,2.2)=[-13.2,-8.8]\end{cases}}}

Diagrama que muestra los discos de Gerschgorin y los autovalores de la matriz.

Los valores propios de la matriz son:
{\displaystyle {\begin{cases}\lambda _{1}=9.8218\\\lambda _{2}=8.1478\\\lambda _{3}=1.8885\\\lambda _{4}=-10.86\end{cases}}}
Nótese que esta es un matriz diagonal dominante (por columnas), por lo que los valores propios están muy cerca de los centros de los discos y las cotas son muy buenas. En una matriz arbitraria, no es raro esperar que los valores propios se encuentren bastante más lejos de los centros.